# Strahinja Stojačić
Strahinja Stojačić (en serbio, Страхиња Стојачић, Novi Sad, Yugoslavia, 15 de julio de 1992) es un baloncestista serbio que, con 1,98 metros de altura, juega en la posición de escolta. Es considerado uno de los mejores jugadores del mundo en la modalidad del baloncesto 3x3.

## Trayectoria profesional
Surgido de la cantera del Mega Vizura, jugó brevemente con el plantel profesional del club antes de ser transferido en 2010 al Radnički Kragujevac, donde también se encontraba jugando su hermano Stefan Stojačić. 
Tras dos temporadas con escasas chances para mostrar su juego, Stojačić se unió al KK Smederevo 1953. Allí tuvo la oportunidad de disputar 22 partidos, en los que promedió 6,3 puntos, 2,7 rebotes y 1,6 asistencias por encuentro. 
Entre 2013 y 2016 actuó en el Konstantin Niš.
Stojačić dejó su país en septiembre de 2016 para fichar con el BKM Lučenec de la SBL de Eslovaquia. En ese certamen jugó en gran nivel, por lo que la temporada siguiente fue contratado por el NH Ostrava de la NBL de la República Checa.
Tuvo su chance de retornar a la élite del baloncesto serbio en el verano de 2018, cuando fue fichado por el FMP. Sin embargo dejó el club a fines de noviembre de ese año y regresó al NH Ostrava.
En 2020 se anunció su regreso a la competición en Serbia como miembro del Hercegovac Gajdobra, para jugar nuevamente junto a su hermano Stefan Stojačić pero esta vez en la Prva Muška Regionalna Liga, la tercera categoría del baloncesto profesional serbio. El equipo conseguiría el ascenso a la Košarkaška liga Srbije B al terminar la temporada. 
En 2021 su nombre fue incluido en la plantilla del Zdravlje Leskovac de la KLS, pero el escolta sólo disputó 3 partidos en toda la temporada.

## Baloncesto 3x3

### Tour Mundial
Aunque Stojačić comenzó a participar de torneos de baloncesto 3x3 a partir de 2013, no sería sino hasta 2018 en que iniciaría su carrera como jugador regular de la modalidad. Ese año actuó con el equipo Avai en el circuito del 3x3 serbio -teniendo su oportunidad de jugar el Tour Mundial de Baloncesto 3x3 de 2018 durante la parada realizada en Debrecen. 
Al año siguiente se unió al equipo Vrbas con el que actuó en varios challengers alrededor del mundo y en un par de fechas del Tour Mundial de Baloncesto 3x3 de 2019 (en Saskatoon y en Debrecen).
Ya en 2020 fichó con el equipo Ub, convirtiéndose en jugador a tiempo completo de 3x3 en el Tour Mundial organizado por FIBA. Con su equipo se consagraría campeón de la edición 2022 del Tour Mundial, siendo además reconocido como el MVP de la temporada. Al año siguiente repitió honores, tanto individuales como colectivos.

### Selección nacional
Con la selección de baloncesto 3x3 de Serbia se consagró campeón de la Copa Mundial de Baloncesto 3x3 de 2022 y de 2023, y del Campeonato Europeo 3x3 de Baloncesto Masculino 2022.